# La Soirée de Sadie Hawkins
La Soirée de Sadie Hawkins est le 19e épisode de la saison 2 de la série télévisée Buffy contre les vampires.

## Résumé
Buffy empêche un lycéen de tuer d'un coup de revolver une de ses camarades, qui semblait rompre avec lui. Cependant, le revolver a disparu, et les deux protagonistes ont tout oublié. Buffy commence à faire des rêves sur l'histoire d'amour impossible entre un lycéen et une professeur en 1955. Plus tard, Giles surprend le concierge du lycée tirant au pistolet sur une professeur et est convaincu que c'est le fantôme de Jenny Calendar qui hante le lycée. Willow trouve quant à elle des informations sur James Stanley. Ce lycéen de 1955 a tué d'un coup de pistolet son professeur, Grace Newman, avec qui il avait une histoire d'amour, quand celle-ci voulut rompre avec lui. 
Des évènements surnaturels continuent à se produire. Ainsi, la nourriture de la cantine se transforme en serpents. Le Principal Snyder dissimule l'événement en faisant croire que les égouts ont débordé, et on apprend à l'occasion que lui et la municipalité connaissent l'existence de la Bouche de l'Enfer. Le Scooby-gang tente de réaliser un rituel pour exorciser le poltergeist avec des scapulaires. Willow a réussi à convaincre Giles qu'il ne s'agissait pas de Jenny mais de l'esprit de James Stanley. Le rituel échoue et le Scooby-gang est chassé du lycée par un essaim de guêpes. Buffy y retourne, les guêpes la laissant passer. Elle est alors possédée par l'esprit de James et rencontre Angelus, quant à lui possédé par le fantôme de Grace. Ils se disputent jusqu'à ce que Buffy sorte un pistolet et tire sur Angelus qui chute du toit du lycée, Buffy comptant ensuite se suicider. Mais Angelus étant un vampire, il n’est tué ni par la balle ni par la chute et retrouve Buffy après s’être relevé, empêchant cette dernière de se suicider. Ainsi, les deux esprits se réconcilient et sont enfin libérés. Buffy et Angelus reprennent leurs esprits alors qu'ils sont en train de s'embrasser. Angelus, dégoûté, s'enfuit. Plus tard, Angelus invite Drusilla, avec qui il flirte de plus en plus, à chasser avec lui. Spike, resté seul, se lève de son fauteuil roulant, révélant ainsi qu'il a récupéré de sa blessure.

## Production
À propos de la conception du scénario, Marti Noxon reconnaît qu'elle est obsédée par le thème des fantômes qui sont, selon elle, les expressions au sens figuré du besoin de « repentir et de seconde chance ». Elle perçoit à titre personnel ce besoin comme des remerciements nécessaires en réponse à une « situation familiale difficile », expliquant par la suite : « Je réalise que je racontais constamment l'histoire de ma famille et de mes peurs ». Noxon a également été influencée par les films Poltergeist et Truly Madly Deeply.